# 버마두부
버마두부(Burma豆腐, 버마어: တိုဟူး 또후)는 미얀마의 두부와 비슷한 음식이다. 원래는 샨족 사람들이 먹던 음식이며, 현재는 미얀마 전역에서 볼 수 있다. 베산(병아리콩가루)이나 병아리콩 간 것을 사용해 만들며, 강황을 넣어 노란색을 띤다.

## 이름
버마어 "또후(တိုဟူး)"는 "두부"라는 뜻이다. 어원은 "두부"를 뜻하는 민난어 "따우후(tāu-hū, 豆腐)"이다.

## 만들기
베산(병아리콩가루)에 물을 타서 저은 다음에 가만히 두면 앙금이 가라앉는다. 층이 분리되면 맑은 윗물을 따라 버리고, 병아리콩 앙금을 새로 물에 타서, 강황가루와 소금을 넣고, 끓는 물에 조금씩 저어가며 부어 섞는다. 부드러운 페이스트가 될 때까지 저으며 끓인 다음, 다 익으면 틀에 부어 굳힌다. 잘 굳은 버마두부는 썰어서 아톳(샐러드)으로 먹거나, 기름에 튀겨 먹는다.

## 사진

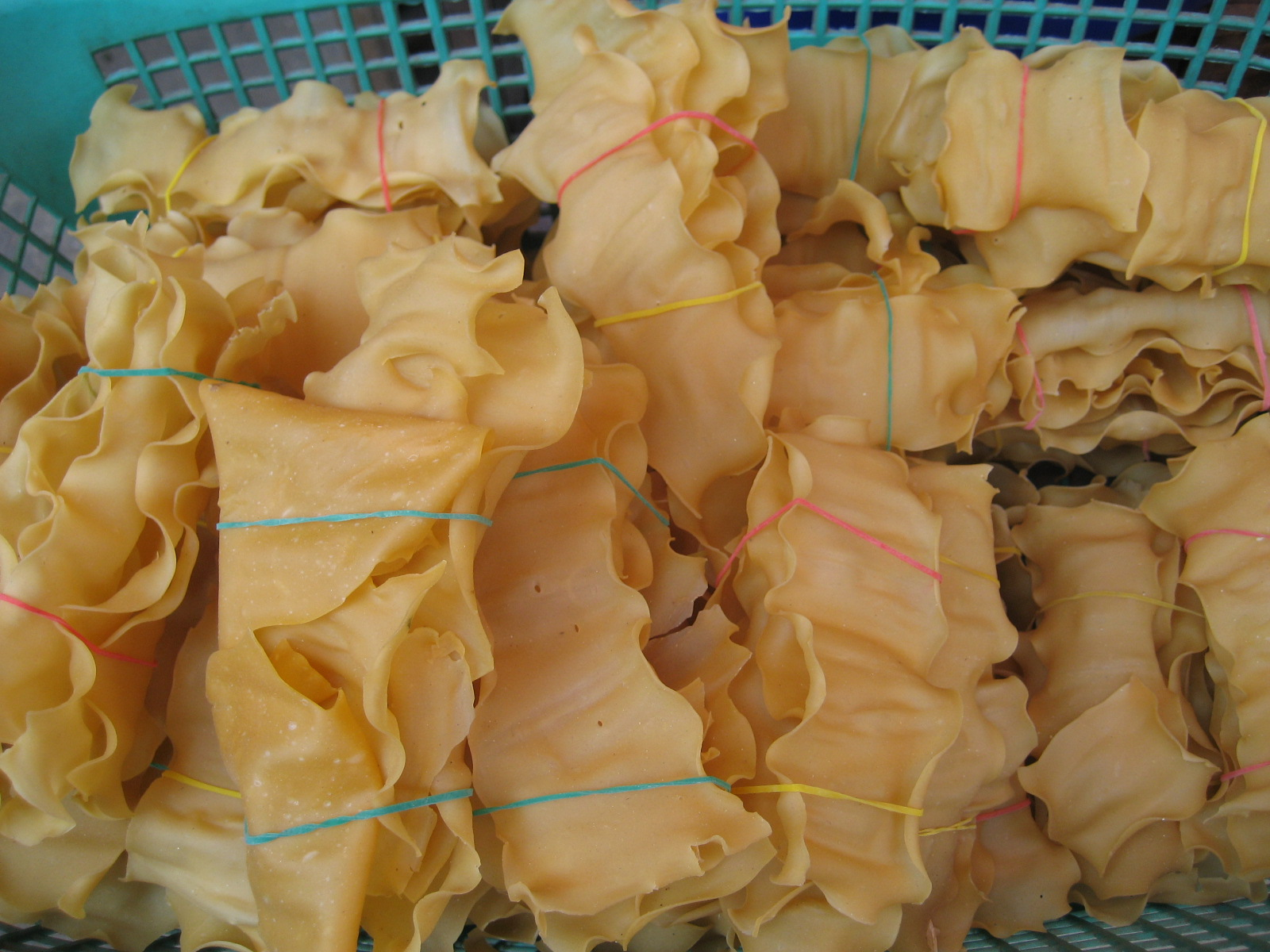
또후 차웃

## 같이 보기
- 두부